# حارس الزمن بون
حارس الزمن بون (باليابانية: T・Pぼん) مانغا يابانية من تأليف ورسم فيوكو فوجيو. نشرته في مجلة شونن وولد الشهرية وكوميك توم الشهرية من عام 1978 إلى عام 1986. واقتبست إلى أنمي خاص بواسطة ستوديو غالوب عرض في أكتوبر 1989.
وفي عام 2024 اقتبس إلى مسلسل أنمي بواسطة ستوديو بونز وعرض على نتفليكس في شهر مايو.

## القصة
بعدما يتدخل "بون" دون قصد في قضية منظمة "حرّاس الزمن"، يتعين عليه أن ينضم إلى الحارسة "ريم" في إنقاذ أرواح بريئة من الماضي بينما يشاهد التاريخ وهو يتكشف أمامه.

## الشخصيات
- بون ناميهيرا (並平 凡)

أداء صوتي: أكيهيسا وكاياما
- ريم ستريم (リーム・ストリーム)

أداء صوتي: أتسومي تانيزاكي
- يوميكو ياسوكاوا (安川 ユミ子)

أداء صوتي: تومويو كوروساوا
- تيتسو شيراشي (白石 鉄男)